# N'Garadougou
N'Garadougou è un comune rurale del Mali facente parte del circondario di Dioïla, nella regione di Koulikoro.